# Kościół św. Dominika w Nysie
Kościół św. Dominika w Nysie – świątynia rzymskokatolicka wchodząca w skład podominikańskiego zespołu klasztornego, stanowiąca obecnie kościół główny parafii św. Dominika. Jeden z najcenniejszych zabytków Nysy, reprezentujący śląską barokową architekturę sakralną.

## Historia
Kościół został zbudowany w latach 1784-1788 przez dominikanów w dzielnicy Nysy zwanej Friedrichstadt, obecnie Radoszyn. Zakon ten zarządzał świątynią i przylegającym do niej klasztorem aż do sekularyzacji przeprowadzonej przez państwo pruskie w 1810 roku. Budynki zakonne zostały wówczas przekształcone w szpital i rozbudowane w stylu klasycystycznym dwadzieścia lat później. Ostatni dominikanie opuścili to miejsce przed rokiem 1846.
W pierwszej połowie XIX wieku kościół był filią parafii św. Jakuba i św. Agnieszki w Nysie. Wzrost liczby ludności miasta spowodował zmiany w administracji kościelnej. W roku 1914 powstała nowa parafia św. Dominika, obejmująca lewobrzeżną część Nysy, posiadająca ponadto jeszcze trzy kościoły rektoralne.
Podczas II wojny światowej kościół uległ poważnej dewastacji, a zabudowania parafialne zostały zupełnie zniszczone.
W latach 50. XX wieku dokonano odbudowy – przeprowadzono gruntowny remont dachu i elewacji kościoła oraz zakrystii, powstała salka przeznaczona do nauki religii, a w 1960 roku na miejscu ruin starej plebanii wybudowano nową. Pracami kierował ówczesny proboszcz, wykładowca Wyższego Seminarium Duchownego w Nysie, ks. dr Antoni Kubik. W odbudowę zaangażowana była cała wspólnota, a szczególnie duży wkład wnieśli parafianie z Jędrzychowa.

## Architektura
Budynek świątyni zbudowany został w stylu barokowym, zwrócony częścią ołtarzową ku północy. Jest to świątynia jednonawowa, na planie prostokąta, salowa. Na zewnątrz ramowe podziały ścian w tynku. Elewacja frontowa ujęta parami uproszczonych pilastrów. Wejście zamknięte pośrodku łukiem odcinkowym, oprofilowanym, z
kluczem, flankowane pilastrami dźwigającymi gzyms. Wewnątrz 
dwuprzęsłowe prezbiterium, wyodrębnione z bryły budynku jedynie
tęczą o łuku spłaszczonym. Po stronie zachodniej zakrystia i
przedsionek, łączące się ze skrzydłem klasztoru oraz trójprzęsłową nawą. Na piętrze nad zakrystią dawny chór zakonny. Ściany prezbiterium i nawy podzielone lizenami. Pilastry narożne wklęsłe, środkowe dekorowane motywem cęgowym. Okna zamknięte łukiem spłaszczonym, lekko nadwieszonym. Chór muzyczny murowany, nadwieszony półkolistą arkadą, ujętą po bokach pilastrami o dekoracji cęgowej, zakończony balustradą tralkową. Nad emporą dobudowana czworoboczna wieża, przykryta hełmem z latarnią. W nawie, zakrystii i przedsionku
sklepienia beczkowe z lunetami. Nawa sklepiona kolebkowo z obniżonym łukiem, lunetami i gurtami.
We wnętrzu dość dobrze zachowany oryginalny wystrój z drugiej połowy XVII wieku.
Za najcenniejsze dzieło sztuki uznawana jest polichromia z czasów budowy kościoła, przedstawiająca sceny z życia św. Dominika, w tym trzy dokonane przez niego cuda: ocalenie marynarzy przed zatonięciem podczas sztormu, uzdrowienie budowniczego kościoła i wskrzeszenie młodzieńca w Bolonii.
Znajdują się tu także wizerunki dwóch wielkich Polaków, osobistych uczniów św. Dominika: bł. Czesława i św. Jacka. Można również zobaczyć alegorię rozprzestrzenienia się w świecie zakonu dominikanów.
Nie jest znany autor znajdujących się na sklepieniu fresków. Prawdopodobnie miał on duże doświadczenie w malowaniu tematów poświęconych apoteozie zakonu i jego założyciela. Plafony te zostały odnowione w 1930 roku.
Ambonę i ołtarz główny z figurami patrona i świętej Katarzyny wykonano w stylu rokokowym. Wewnątrz kościoła znajdują się także zabytkowe organy.